# Cimetière de Wurtzbourg
Le Hauptfriedhof Würzburg (cimetière principal de Wurtzbourg) est avec une superficie de 112 727 m2 et un total de 20 000 tombes le plus grand cimetière de Wurtzbourg.

## Histoire
Le cimetière est créé en 1803 en dehors des nouvelles limites de la ville pour répondre aux nouvelles normes d'hygiène. Il est consacré le 3 juin par le pasteur Deppisch. En 1806, il est mis en service. La première personne enterrée est l'aubergiste Jakob Winter.
La première morgue est mise en service en 1828 et remplacée en 1896 par un nouveau bâtiment. En 1909, la morgue est électrifiée. En 1911, les urnes sont accueillies.
Lors du bombardement de Wurtzbourg le 16 mars 1945, plus de 5 000 personnes meurent. On doit les enterrer dans une fosse commune en dehors du cimetière trop endommagé.
Dans les années 1980, on parle d'une fermeture du cimetière. En 1985, la nouvelle chambre funéraire est ouverte. En 1997, le conseil municipal ferme plus de la moitié des tombes à de nouveaux enterrements. Cette décision est révisée en 2000. 1 700 tombes peuvent continuer à recevoir des urnes.

## Personnalités enterrées
- Max Dauthendey (de) (1867-1918), peintre et poète.
- Ignaz Ising (de) (1845–1919), médecin balnéologue.
- Wilhelm Leibl (1844-1900), peintre.
- Maria Julitta Ritz (de) (1882–1966), religieuse catholique.
- Emy Roeder (1890–1971), sculptrice.
- Agnes Sapper (1852-1929), écrivaine.

## Source, notes et références
- (de) Cet article est partiellement ou en totalité issu de l’article de Wikipédia en allemand intitulé « Hauptfriedhof Würzburg » (voir la liste des auteurs).